# Huntsville (Missouri)
Pour les articles homonymes, voir Huntsville.
Huntsville est une ville du comté de Randolph dans l'État du Missouri aux États-Unis.

## Personnalité liée à la ville
- Uriel Sebree Hall (1852-1932), homme politique, est né à Huntsville en 1852.